# Europese kampioenschappen judo 2010

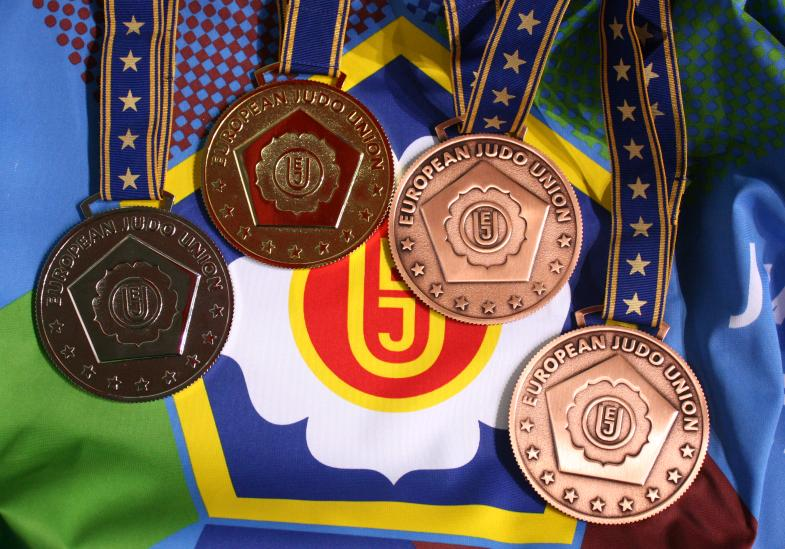
Te winnen medailles op het EK 2010

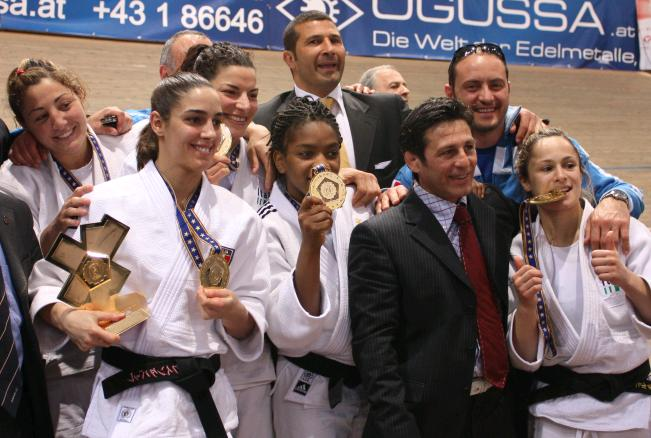
Het Italiaanse team poseert met medailles

De Europese kampioenschappen judo 2010 werden van 22 tot en met 25 april 2010 gehouden in het Ferry-Dusika-Hallenstadion in Wenen, Oostenrijk.

## Deelnemers

### Nederland
Jeroen Mooren (–60 kg) maakte zijn debuut op een grote eindronde. Hij kreeg de kans nadat lichtgewicht Ruben Houkes zijn loopbaan had beëindigd. Grim Vuijsters (+100 kg) en Edith Bosch (–70 kg) ontbraken wegens blessures in Wenen.
Mannen
– 60 kg — Jeroen Mooren
– 66 kg — Geen deelnemer
– 73 kg — Dex Elmont
– 81 kg — Guillaume Elmont
– 90 kg — Marvin de la Croes
–100kg — Henk Grol
+100kg — Grim Vuijsters
Vrouwen
–48 kg — Birgit Ente
–52 kg — Kitty Bravik
–57 kg — Juul Franssen
–63 kg — Elisabeth Willeboordse
–70 kg — Linda Bolder
–78 kg — Marhinde Verkerk
+78 kg — Carola Uilenhoed

## Medailles

### Mannen
| Onderdeel           | Goud                                                                                 | Goud | Zilver                                                               | Zilver | Brons                                                                    | Brons   |
| ------------------- | ------------------------------------------------------------------------------------ | ---- | -------------------------------------------------------------------- | ------ | ------------------------------------------------------------------------ | ------- |
| Klasse tot 60 kg    | Sofiane Milous                                                                       | FRA  | Ludwig Paischer                                                      | AUT    | Jeroen Mooren Elio Verde                                                 | NED ITA |
| Klasse tot 66 kg    | Sugoi Uriarte                                                                        | ESP  | Miklós Ungvári                                                       | HUN    | Rok Drakšič Andreas Mitterfellner                                        | SLO AUT |
| Klasse tot 73 kg    | João Pina                                                                            | POR  | Batradz Kaitmazov                                                    | RUS    | Ugo Legrand Attila Ungvári                                               | FRA HUN |
| Klasse tot 81 kg    | Sirazjoedin Magomedov                                                                | RUS  | Aljaksandr Stsiasjenka                                               | BLR    | Euan Burton Guillaume Elmont                                             | GBR NED |
| Klasse tot 90 kg    | Marcus Nyman                                                                         | SWE  | Varlam Liparteliani                                                  | GEO    | Ilias Iliadis Elchan Mammadov                                            | GRE AZE |
| Klasse tot 100 kg   | Elco van der Geest                                                                   | BEL  | Henk Grol                                                            | NED    | Benjamin Behrla Ariel Ze'evi                                             | GER ISR |
| Klasse boven 100 kg | Ihor Makarov                                                                         | BLR  | Barna Bor                                                            | HUN    | Andreas Tölzer Janusz Wojnarowicz                                        | GER POL |
| Landenwedstrijd     | David Asumbani Zaza Kedelashvili Levan Tsiklauri Varlam Liparteliani Lasha Gujejiani | GEO  | Sofiane Milous Loïc Korval Antoine Jeannin Romain Buffet Teddy Riner | FRA    | Alim Gadanov Mansoer Isajev Ivan Nifontov Kirill Denisov Dmitri Sterchov | RUS     |
| Landenwedstrijd     | David Asumbani Zaza Kedelashvili Levan Tsiklauri Varlam Liparteliani Lasha Gujejiani | GEO  | Sofiane Milous Loïc Korval Antoine Jeannin Romain Buffet Teddy Riner | FRA    | Dan Fâşie Costel Danculea Marian Halas Valentin Radu Daniel Brata        | ROU     |

### Vrouwen
| Onderdeel          | Goud                                                                             | Goud | Zilver                                                                               | Zilver | Brons                                                                             | Brons   |
| ------------------ | -------------------------------------------------------------------------------- | ---- | ------------------------------------------------------------------------------------ | ------ | --------------------------------------------------------------------------------- | ------- |
| Klasse tot 48 kg   | Alina Dumitru                                                                    | ROU  | Éva Csernoviczki                                                                     | HUN    | Oiana Blanco Charline Van Snick                                                   | ESP BEL |
| Klasse tot 52 kg   | Natalja Koezjoetina                                                              | RUS  | Rosalba Forciniti                                                                    | ITA    | Pénélope Bonna Ilse Heylen                                                        | FRA BEL |
| Klasse tot 57 kg   | Corina Căprioriu                                                                 | ROU  | Sabrina Filzmoser                                                                    | AUT    | Telma Monteiro Hedvig Karakas                                                     | POR HUN |
| Klasse tot 63 kg   | Elisabeth Willeboordse                                                           | NED  | Edwige Gwend                                                                         | ITA    | Vlora Bedzeti Vera Koval                                                          | SLO RUS |
| Klasse tot 70 kg   | Anett Mészáros                                                                   | HUN  | Raša Sraka                                                                           | SLO    | Cecilia Blanco Juliane Robra                                                      | ESP SUI |
| Klasse tot 78 kg   | Abigel Joo                                                                       | HUN  | Marhinde Verkerk                                                                     | NED    | Lucie Louette Maryna Pryshchepa                                                   | FRA UKR |
| Klasse boven 78 kg | Lucija Polavder                                                                  | SLO  | Tea Dongoezasjvili                                                                   | RUS    | Karina Bryant Urszula Sadkovska                                                   | GBR POL |
| Landenwedstrijd    | Rosalba Forciniti Giulia Quintavalle Edwige Gwend Erica Barbieri Assunta Galeone | ITA  | Marta Kubań Małgorzata Bielak Monika Chrościelewska Katarzyna Kłys Urszula Sadkowska | POL    | Pénélope Bonna Morgane Ribout Gévrise Émane Mylène Chollet Lucie Louette          | FRA     |
| Landenwedstrijd    | Rosalba Forciniti Giulia Quintavalle Edwige Gwend Erica Barbieri Assunta Galeone | ITA  | Marta Kubań Małgorzata Bielak Monika Chrościelewska Katarzyna Kłys Urszula Sadkowska | POL    | Tetyana Lusnikova Anna Nikitina Svetlana Chepurina Nataliya Smal Svitlana Yaromka | UKR     |

## Medaillespiegel
| Plaats | Land                | Goud | Zilver | Brons | Totaal |
| 1      | Hongarije           | 2    | 3      | 2     | 7      |
| 2      | Rusland             | 2    | 2      | 2     | 6      |
| 3      | Roemenië            | 2    | 0      | 1     | 3      |
| 4      | Nederland           | 1    | 2      | 2     | 5      |
| 5      | Italië              | 1    | 2      | 1     | 4      |
| 6      | Frankrijk           | 1    | 1      | 4     | 6      |
| 7      | Slovenië            | 1    | 1      | 2     | 4      |
| 8      | Wit-Rusland         | 1    | 1      | 0     | 2      |
| 8      | Georgië             | 1    | 1      | 0     | 2      |
| 10     | België              | 1    | 0      | 2     | 3      |
| 10     | Spanje              | 1    | 0      | 2     | 3      |
| 12     | Portugal            | 1    | 0      | 1     | 2      |
| 13     | Zweden              | 1    | 0      | 0     | 1      |
| 14     | Oostenrijk          | 0    | 2      | 1     | 3      |
| 15     | Polen               | 0    | 1      | 2     | 3      |
| 16     | Verenigd Koninkrijk | 0    | 0      | 2     | 2      |
| 16     | Duitsland           | 0    | 0      | 2     | 2      |
| 18     | Oekraïne            | 0    | 0      | 2     | 2      |
| 19     | Azerbeidzjan        | 0    | 0      | 1     | 1      |
| 19     | Griekenland         | 0    | 0      | 1     | 1      |
| 19     | Israël              | 0    | 0      | 1     | 1      |
| 19     | Zwitserland         | 0    | 0      | 1     | 1      |
| Totaal | Totaal              | 16   | 16     | 32    | 64     |

## Organisatie
De organisatie ontving in 2009 een subsidie van € 210.000 vanuit de federale overheid van Oostenrijk, in het kader van een subsidieregeling voor grote sportevenementen.